# Haima Freema
Der Haima Freema (anfangs Hainan Freema) ist ein zwischen 2000 und 2016 gebauter Kompaktvan der chinesischen Marke Haima und war in diesem Segment eines der meistverkauften Fahrzeuge in China.

## Erste Generation (2000–2012)
Von 1992 bis 2006 kooperierte Haima eng mit dem japanischen Automobilhersteller Mazda. Aus dieser Verbindung entstand im Jahr 2000 die erste Generation des Freema, der ein Lizenzbau des Mazda Premacy ist. 2005 machte der Freema 80 Prozent der in China verkauften Vans aus.
Mit dem Ausstieg Mazdas Ende 2006 änderte sich der Markenname von Hainan auf Haima.

## Zweite Generation (2012–2016)

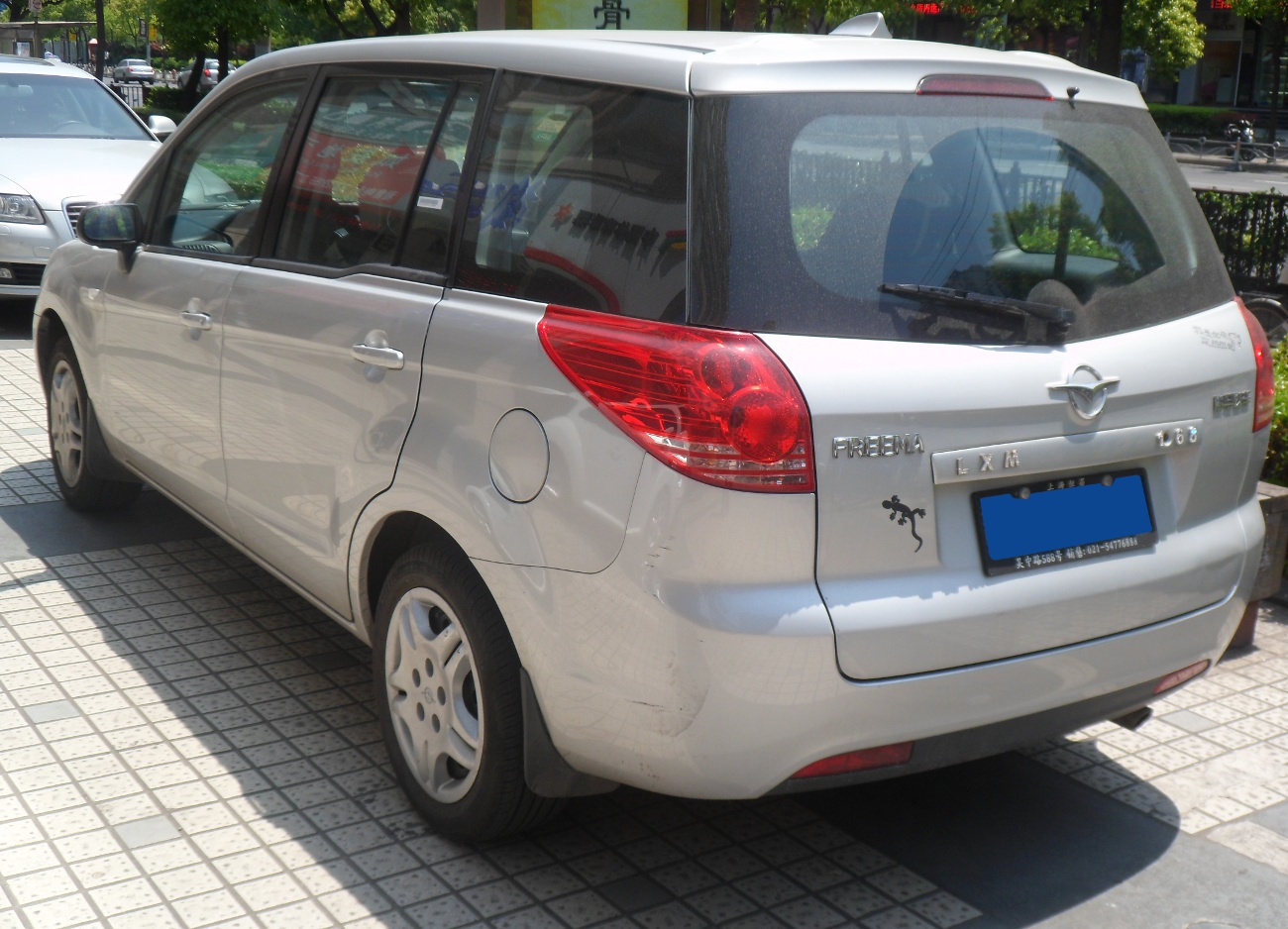
Heckansicht

Am 15. September 2012 brachte Haima die zweite Generation des Freema auf den Markt. Den Antrieb übernimmt entweder ein 88 kW (120 PS) starker 1,6-Liter-Ottomotor mit einem 5-Gang-Schaltgetriebe oder ein 90 kW (122 PS) starker 1,8-Liter-Ottomotor mit einem stufenlosen Getriebe. Beide Varianten sind in den Ausstattungsvarianten Comfort oder Deluxe verfügbar und gegen Aufpreis auch als Siebensitzer erhältlich.

### Technische Daten
|                                             | 1.6                           | 1.8                           |
| Bauzeitraum                                 | 09/2012–03/2016               | 09/2012–03/2016               |
| Motorkenndaten                              |                               |                               |
| Motortyp                                    | Reihen-Vierzylinder-Ottomotor | Reihen-Vierzylinder-Ottomotor |
| Hubraum                                     | 1598 cm³                      | 1839 cm³                      |
| Verdichtungsverhältnis                      | 10,0 : 1                      | 9,7 : 1                       |
| max. Leistung bei min−1                     | 88 kW (120 PS) / 6000         | 90 kW (122 PS) / 6000         |
| max. Drehmoment bei min−1                   | 158 Nm / 4500                 | 160 Nm / 4000                 |
| Kraftübertragung                            |                               |                               |
| Antrieb, serienmäßig                        | Vorderradantrieb              | Vorderradantrieb              |
| Getriebe, serienmäßig                       | 5-Gang-Schaltgetriebe         | Stufenloses Getriebe          |
| Messwerte                                   |                               |                               |
| Höchstgeschwindigkeit                       | 170 km/h                      |                               |
| Beschleunigung, 0–100 km/h                  | 14,9 s                        |                               |
| Kraftstoffverbrauch auf 100 km (kombiniert) |                               |                               |
| Tankinhalt                                  | 58 l                          | 58 l                          |

## Elektroversion (seit 2011)
Seit 2011 gibt es mit dem Freema EV eine Version mit Elektromotor. Diese wird auch nach der Einstellung der Versionen mit Verbrennungsmotoren im Jahr 2016 noch angeboten.